# Nanfen
Nanfen (en chino simplificado, 南芬区; pinyin, Nánfēn qū) es un distrito urbano bajo la administración directa de la ciudad-prefectura de Benxi. Se ubica en la provincia de Liaoning, al noreste de la República Popular China. Su área es de 619 km² y su población total para 2010 fue +80 mil habitantes.

## Administración
El distrito de Nanfen se divide en 5 pueblos que se administran en 2 subdistritos, 1 poblado y 1 villa.

## Toponimia
Nánf‹ē›n (南芬) anteriormente se escribía Nánf‹é›n (南坟) que traduce literalmente a "tumba del sur". En la dinastía Qing, un gobernador decidió trasladar a esta zona su tumba ancestral a este sito por estar ubicado al sur del lago Benxi (本溪湖). En 1942 se decidió cambiar el carácter Fen buscando un sonido homofónico lo cual quedó a "fragante del sur".